# رودولف زاندر
رودولف زاندر هو سياسي كندي، ولد في 1916 في كندا، وتوفي في 4 أكتوبر 1996 بألبرتا في كندا. حزبياً، نشط في الرابطة التقدمية المحافظة في ألبرتا ‏. وقد انتخب عضو الجمعية التشريعية ألبرتا.